# Oued Inaouen
L'oued Inaouen est un cours d'eau marocain qui prend ses sources près de la ville de Taza.

## Description
L’Inaouen est une rivière marocaine qui se forme près de la ville de Taza par la confluence des oueds Boulejraf et Larbaâ, et emprunte de l'est vers l'ouest la trouée de Taza qui démarque la limite entre le Rif et le Moyen Atlas.
L'oued Inaouen rencontre le barrage Idriss Ier à 20 km au nord est de Fès avant de croiser Sebou encore plus près de Fès. Le débit moyen annuel de L’Inaouen à Touabaa (juste avant de rencontrer le barrage) est de 17,6 m3/s. Ses principaux affluents sont l'Oued Lahdar (débit moyen 4,3 m3/s) qui le rencontre en amont du barrage, et en aval du barrage l'Oued Leben (débit moyen 7,3 m3/s).
Par ailleurs, l'Inaouen a un régime pluvial avec des crues très importantes pendant les saisons pluvieuses,.

## Bassin hydraulique
Le bassin de l'Inaouen (5 152 km2) fait partie du grand bassin de Sebou. Le barrage Idriss Ier développe une retenue à l'amont d'une capacité de 1 186 Mm3 et est doté d'une usine hydraulique d'une puissance installée de 40 MW. Ce barrage, permet par ailleurs d'irriguer une surface de 72 000 hectares

## Affluents
Oued Larbaa et Oued Lahdar
- Zireg